# Sankt Petersburger Künstlervereinigung

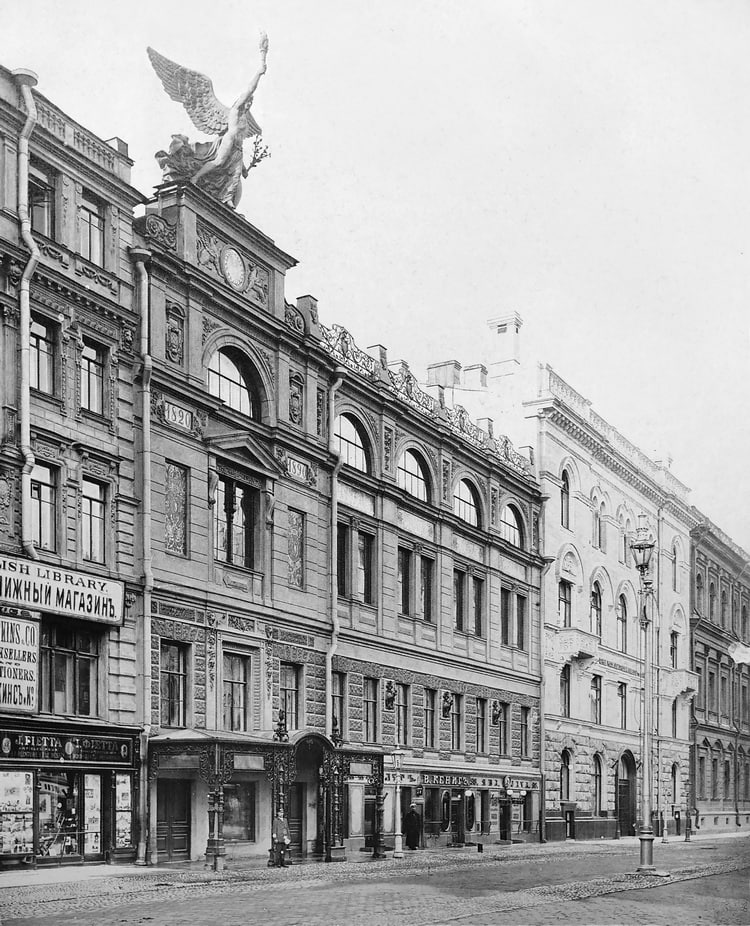
Haus der Sankt Petersburger Künstlervereinigung in der Bolshaya Morskaya 38 (1912)

Die Sankt Petersburger Künstlervereinigung (russisch: Санкт-Петербургский Союз художников) wurde am 2. August 1932 als Vereinigung der kreativen Künstler und Kunstkritiker in dem damaligen Leningrad gegründet. Ab 1959 firmierte sie unter „Leningrader Vereinigung der sowjetischen Künstler“ (russisch: Ленинградский Союз советских художников) und im selben Jahr trat die Leningrader Vereinigung der Vereinigung der Künstler der RSFSR bei. Nach der Rückbenennung von Leningrad in Sankt Petersburg, zum 6. September 1991, wurde auch ihr Name wieder in „Sankt Petersburger Künstlervereinigung“ geändert.

## Gliederung
Die Vereinigung der Künstler von Sankt Petersburg ist in neun Sektionen gegliedert: Malerei (900 Mitglieder), Skulptur (400), Zeichnung (837), Kunsthandwerk (700), Theater und Film (280), Keramik, Plakate, Ikonografie und Kunstkritik. Zum 1. Januar 2010 hatte sie insgesamt 3.500 Mitglieder.

## Präsidenten
Die Sankt Petersburger Vereinigung wurde in unterbrochener Folge von nachfolgenden Künstlern geleitet:
| - 1932–1937: Kusma Sergejewitsch Petrow-Wodkin - 1937–1941: Matwej Genrichowitsch Manizer - 1941–1948: Wladimir Alexandrowitsch Serow - 1948–1951: Jaroslaw Sergejewitsch Nikolajew - 1951–1953: Wassili Wassiljewitsch Sokolow | - 1953–1953: Grigori Wassiljewitsch Kossow - 1954–1957: Iossif Alexandrowitsch Serebrjany - 1957–1962: Wassili Wassiljewitsch Sokolow - 1962–1972: Michail Konstantinowitsch Anikuschin - 1972–1975: Pjotr Timofejewitsch Fomin | - 1975–1979: Boris Sergejewitsch Ugarow - 1979–1986: Juri Nikolajewitsch Lochowinin - 1986–1990: Michail Konstantinowitsch Anikuschin - 1990–1997: Ewgeni Demjanowitsch Malzew - seit 1997:–9 Albert Serafimowitsch Charkin |

## Mitglieder
Unter den Mitgliedern der Vereinigung der Künstler von Sankt Petersburg finden sich:  Nathan Altman,  Jewgenija Antipowa,  Irina Baldina,  Iwan Bilibin,  Isaak Brodski,  Alexei Jerjomin, Alexander Laktionow,  Kasimir Malewitsch,  Anna Petrowna Ostroumowa-Lebedewa,  Kusma Sergejewitsch Petrow-Wodkin,  Lew Russow,  Alexander Samochwalow,  Alexander Semjonow,  Jelena Petrowna Skuin und Nikolai Timkow.

## Werke von Mitgliedern

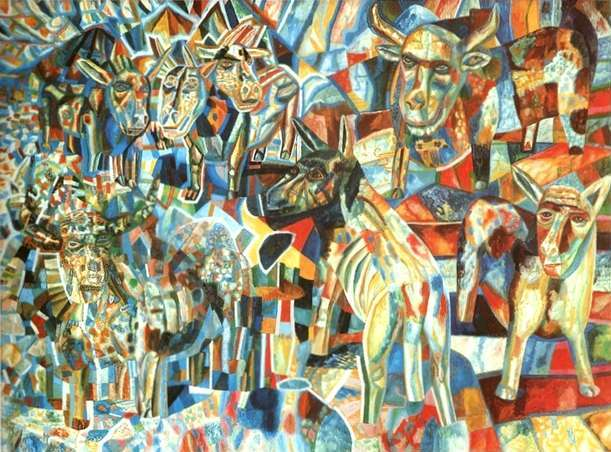
P. Filonow Tiere (1930)
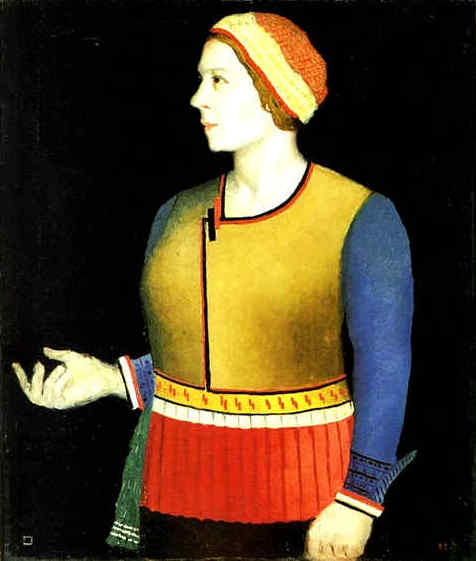
K. Malewitsch Frau des Künstlers (1933/34)
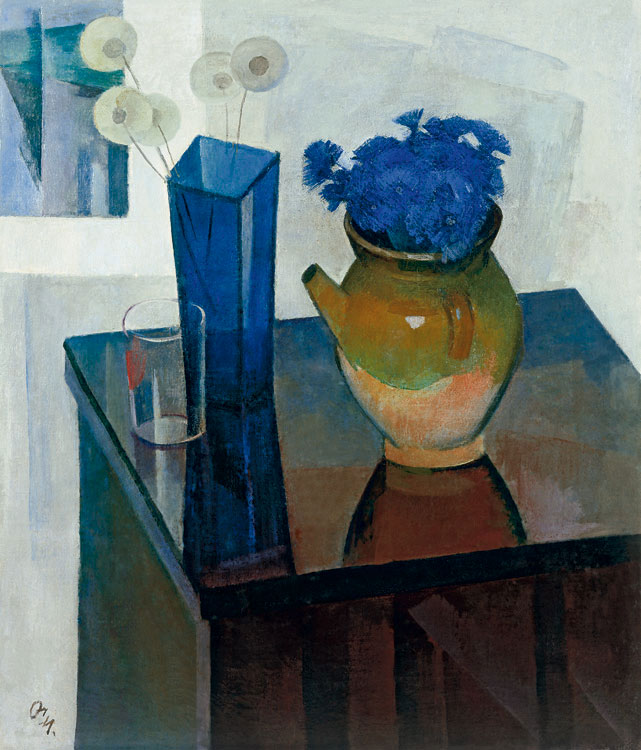
S. Osipov. Kornblumen (1976)
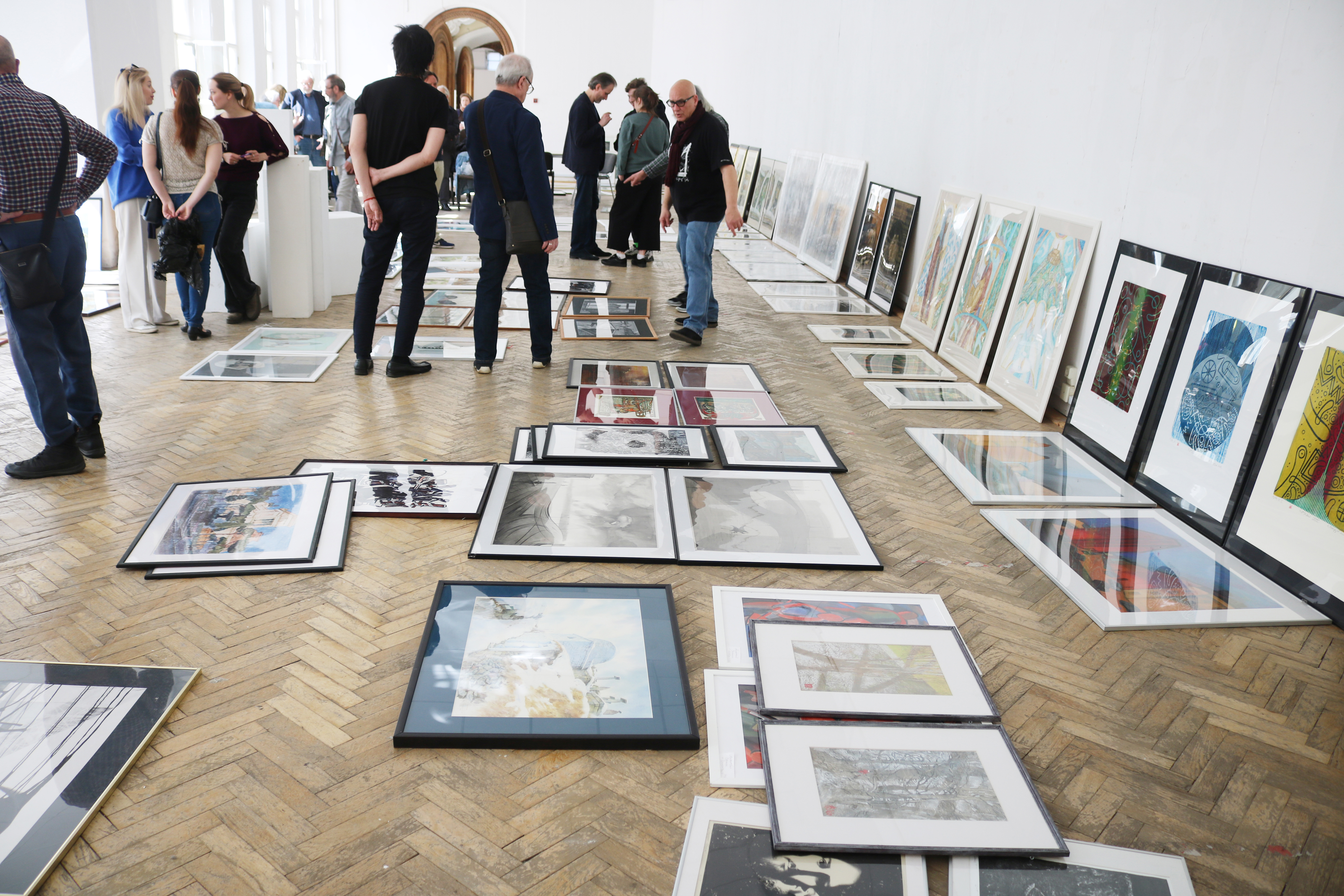
Ausstellung 90. Jahrestag des St. Petersburger Künstlerverbandes (2022)